# Туччи, Кристин
Кри́стин Ту́ччи (англ. Christine Tucci; род. 19 января 1967, Катона, Нью-Йорк) — американская актриса и певица.

## Биография
Кристин Туччи родилась 19 января 1967 года в Катоне (штат Нью-Йорк, США) в семье американско-итальянского происхождения преподавателя ИЗО в средней школе Стэнли Туччи и писательницы и секретарши Джоан Туччи (в девичестве Тропиано). У Кристин есть старший брат — актёр Стэнли Туччи-младший (род.1960). Туччи — кузина сценариста Джозефа Тропиано.
В 1993—2011 годах Кристин сыграла в 33-х фильмах и телесериалах, включая роль Аманды Кори Фоулер Харрисон Синклэр в телесериале «Другой мир» (1993—1995).
Также Кристин является певицей. В 1996 году она исполнила песню «’O sole mio» в фильме «Большая ночь», где играла певицу.
Кристин замужем за актёром Винсентом Энджеллом. У супругов есть сын.

## Избранная фильмография
| Год       |    | Русское название            | Оригинальное название          | Роль                                   |
| --------- | -- | --------------------------- | ------------------------------ | -------------------------------------- |
| 1993—1995 | с  | Другой мир                  | Another World                  | Аманда Кори Фоулер Харрисон Синклэр    |
| 1996      | ф  | Большая ночь                | Big Night                      | певица                                 |
| 1999      | с  | Скорая помощь               | ER                             | Пола Трэнкосо                          |
| 1999      | с  | Практика                    | The Practice                   | Сьюзан                                 |
| 1999      | ф  | К-911. Собачья работа       | K-911                          | сержант Уэллс                          |
| 2000      | с  | Лучшие                      | Popular                        | Джейми Ганн                            |
| 2000      | с  | Элли Макбил                 | Ally McBeal                    | Нэнси Рэйли Сикленд                    |
| 2000      | с  | Беглец: Погоня продолжается | The Fugitive                   | доктор Джин Трэбант                    |
| 2000      | с  | C.S.I.: Место преступления  | CSI: Crime Scene Investigation | доктор Кира Берл                       |
| 2001      | с  | Полиция Нью-Йорка           | NYPD Blue                      | Эллен Гилберт Скотт                    |
| 2002      | ф  | Большой толстый лжец        | Big Fat Liar                   | Кэрол Шепард                           |
| 2004—2007 | с  | Юристы Бостона              | Boston Legal                   | Мэри Энн Хафф                          |
| 2005      | с  | Клиент всегда мёртв         | Six Feet Under                 | Мэрианн                                |
| 2005      | с  | Объявлен в розыск           | Wanted                         | доктор Дебора Лэйви                    |
| 2011      | мс | Псих                        | Mad                            | юрист/мама/Клои Салливан (озвучивание) |